# صفی‌آباد (قره‌چای)
صفی‌آباد یک روستا در ایران است که در دهستان قره‌چای شهرستان ساوه واقع شده‌است. صفی‌آباد ۱۶ نفر جمعیت دارد.